# Rudolf Bååth
Ernst Rudolf Bengtsson Bååth, född 23 maj 1896 i Brågarps församling, Staffanstorp, död där 15 mars 1955, var en svensk nämndeman och trävaruhandlare.
Bååth studerade vid Katedralskolan i Lund och tog senare examen vid Malmö handelsgymnasium. Han arbetade från 1915 i faderns affärsrörelse B. N. Bååths trävarufirma i Staffanstorp och övertog denna vid faderns död 1928. Han var även kommunalnämndsordförande i Brågarps socken.
Han var medlem av släkten Bååth. Rudolf Bååths väg i Staffanstorp är namngiven efter honom.